# Старі Ґронди (Великопольське воєводство)
Старі Ґронди (пол. Stare Grądy) — село в Польщі, у гміні Ґродзець Конінського повіту Великопольського воєводства.
Населення — 140 осіб (2011).
У 1975-1998 роках село належало до Конінського воєводства.

## Демографія
Демографічна структура станом на 31 березня 2011 року:
|          | Загалом | Допрацездатний вік | Працездатний вік | Постпрацездатний вік |
| -------- | ------- | ------------------ | ---------------- | -------------------- |
| Чоловіки | 67      | 12                 | 49               | 6                    |
| Жінки    | 73      | 13                 | 43               | 17                   |
| Разом    | 140     | 25                 | 92               | 23                   |